# Друга тузланска операција НОВЈ
Друга тузланска операција НОВЈ је операција Трећег корпуса НОВЈ у јануару 1944. која је вођена у склопу Зимских операција 1943/1944, са двоструким циљем. Поред непосредног циља - освајања Тузле као важног центра и ресурса за ослободилачку борбу, операција је такође требало да створи алтернативно жариште борби и омете одвијање немачких операција у западној Босни.
Североисточна Босна и град Тузла као њен центар представљали су снажно упориште НОП током јесени 1943, нарочито након првог ослобођења Тузле 2. октобра 1943. у Првој тузланској операцији НОВЈ. Током децембра 1943. немачка Друга оклопна армија предузела је низ опсежних операција крупним снагама против НОВЈ, од којих су операције "Кугелблиц“ и "Шнештурм“ захватиле подручје североисточне Босне. Овим операцијама Немци су овладали градовима и комуникацијама у овом подручју, тако да је фокус њихових офанзивних дејстава у јануару 1944. пренет у централну и западну Босну, где су позиције Немачке и њених савезника биле озбиљно угрожене, нарочито Првом бањалучком операцијм НОВЈ.
Услед ове ситуације штаб Трећег ударног корпуса НОВЈ донео је одлуку да пређе у офанзиву на свом подручју, како би поново заузео изгубљене позиције у североисточној Босни, и уједно смањио немачки притисак у западној. Град Тузла је представљао кључни циљ ових напада.
Након концентрације снага, напад на Тузлу започео је у вечерњим часовима 16. јануара 1944. Јединице НОВЈ током четвородневних напада нису успеле да сломе одбрану осовинских снага у Тузли. Услед губитака и замора јединица штаб корпуса 20. јануара 1944. ујутро наредио је прекид операције и извлачење снага. Осовинске снаге из Тузле и Грачанице истовремено су предузеле противудар, тако да су се делови јужне нападне колоне извлачили у отежаним условима јаког непријатељског притиска и претрпели осетне губитке.

## Ангажоване снаге НОВЈ и план напада
Штаб Трећег ударног корпуса НОВЈ располагао је са три дивизије (Шеснаестом, Седамнаестом и Двадесетседмом) и пет партизанских одреда (Мајевички, Посавски, Требавски, Бирчански, Озренски, Романиски и Тузлански НОП одред).
Штаб корпуса је 11. јануара 1944. издао заповест за напад на Тузлу и поставио следеће задатке нападним колонама:
1. северна и источна колона (командант, пуковник Данило Лекић), — састава: 18. хрватска бригада, Тузлански партизански одред, Прва бригада 16. војвођанске дивизије и Петнаеста мајевичка ударна бригада, — да са положаја село Муслиманска Ободница — село Горње и Доње Брешке — село Мијатовићи изврше напад општим правцем Бруснице (триг. 546) — Високо Брдо (к 527) — село Церови — Парлог — Слани бунар — православна црква у центру Тузле и да овладају делом Тузле северно од реке Јале;
2. јужна колона (командант, пуковник Глиго Мандић), — састава: Шеста источнобосанска бригада, 16. муслиманска и 19. бирчанска бригада, — да са положаја село Пар-село — село Петровице изврши напад општим правцем Црвено Брдо — Илинчица — Тузла и да овлада градом јужно од реке Јале, спајајући се у центру града (код православне цркве) са северном и источном колоном;
3. западна колона (командант, капетан Митар Минић), — састава: Романијски и Озренски партизански одред, — да нападне непријатељске посаде измеду села Букиња и Луковца, повезујући се у правцу село Добошнице са деловима 16 дивизије.

Друга и Трећа војвођанска ударна бригада и Требавски одред требало је да заузму Грачаницу и активним дејствима на комуникацију Добој - Миричина обезбеђују напад на Тузлу од Добоја.
Четврта бригада 16. дивизије и Бирчански партизански одред требало је да се оријентишу према Зворнику, да по могућству заузму Зворник, поруше мост на Дрини, и да комуникацију Зворник — село Цапарди — село Прњавор онеспособе за саобраћај мотомих возила, чиме би се са тог правца онемогућило пристизање помоћи гарнизону у Тузли.
Пета бригада 16 дивизије, Мајевички и Посавски партизански одред имали су задатак да затворе правац Брчко — Тузла. Требало је да поседну положаје на линији село Навиоци — село Брњик — село Пукиш, и да извидницама контролишу терен у правцу Брчког. Пета бригада је одређена у резерву северне колоне, а према заповести Штаба корпуса имала је да се за време напада налази у село Навиоцима.
Почетак напада је предвиђен за 16. јануар у 20 часова.

## Ангажоване осовинске снаге и организација одбране
Према бојној релацији за јануар 1944. Заповједништва II зборног подручја, у Тузли и њеном ширем рејону налазила се 3. ловачки здруг:
- 5. ловачка пуковнија са 1. и 3. бојном у Тузли, а са 2. бојном у Симин Хану,
- 8. ловачка пуковнија у Грачаници (1. бојна у селу Миричини).
Међутим, пошто је штаб немачког корпуса уочио груписање снага НОВЈ и открио њихове намере, он је, да би појачао одбрану Тузле, 18. јануара груписао цео 3. ловачки здруг у Тузли и најужој околини. Ноћу 13/14. јануара стигла је из правца Добоја и немачка борбена група „Шварц“ под командом генерала Шварцнекера.
Формација и тачна јачина ове борбене групе нису познати ауторима приказа, али пошто јој је командант био генерал и пошто је имала чету тенкова и нешто танкета, као и дивизион артиљерије, претпостављало се да има 1.000—2.000 војника.
Генерал Шварцнекер је по доласку преузео команду над целокупном одбраном Тузле.
Сазнавши 15. јануара да ће напад бити извршен сутрадан, штаб одбране Тузле је са две бојне 5. ловачке пукаовније посео северни одсек одбране Тузле, са једном бојном истог пука положаје код Симина Хана (једна чета у Горњој Тузли), а са 8. ловачком пуковнијом јужни и југозападни одсек одбране Тузле (са једном четом у с. Миричини). Остале његове снаге су се налазиле у самој Тузли.
Одбрана Тузле је била добро организована. Главна осовинска упоришта ван града била су: северно од Тузле село Тушањ, засеоци Пискавица, Којшино и Градина, а јужно Илинчица. На овим положајима били су изграђени земљани бункери и ископани ровови повезани саобраћајницама. Испред ровова и заклона налазила се жична препрека. Положаји су били у међусобној ватреној вези. На појединим местима била су постављена и противпешадиска минска поља.
На самои периферији и у унутрашњости града, на најважнииим приступима и раскрсницама, осовинске снаге су изградиле бункере, а многе зграде подесиле за одбрану. Сви главни улази у град били су забарикадирани. Око два хаубичка дивизиона налазила су се код западног и источног логора, а једна батерија је била истурена на Градини.
Осим поменутих снага, на железничкој прузи Тузла - Добој, у селима Миричини, Добошници, Лукавцу и Пурачићу и још неким засеоцима налазиле су се посаде зеленокадроваца. Код важнијих објеката на железничкој прузи били су од камена и армираног бетона изграђени двоспратни бункери. На Озрену, Требави и Мајевици налазиле су се четничке групе, које су представљале извесну опасност за јединице НОВЈ из позадине.
Најближи гарнизони, из којих је могла стићи помоћ нападнутом гарнизону у Тузли, били су Добој, Брчко и Зворник. У Добоју су се налазиле снаге од око 1.000 усташа и домобрана, у Брчком 1.000—2.000 усташа, домобрана и зеленокадроваца, а у Зворнику мање снаге четника, Немаца и зеленокадроваца јачине до 1.000 војника.

## Ток борбених дејстава
Према наређењу за напад, спољашњу одбрану Тузле требало је 16. јануара 1944. у 20:00 да нападне координирано и истовремено седам бригада. Међутим, из више разлога (лоше процењено неопходно време марша, локалне чарке са групама противника, испади немачких борбених група), ни једна бригада није стигла на време на полазни положај. Стога су јединице улазиле у напад појединачно, сукцесивно и неповезано, све до 24:00. На неким секторима напад се готово није ни осетио. Напад северне колоне отпочео је тек око 23 часа неповезаним чаркама, без довољно одлучности и упорности. Штаб 16. дивизије о овом нападу у својој анализи, поред осталог, каже: 
Добијао се утисак да се не ради, не само о организованом нападу на град, него, штавише, ни о једном демонстративном нападу.
Непосредан напад на кључне тачке одбране на јужној страни, Црвено Брдо и Илинчицу, предузет је тек после пола ноћи. Јединице 16. муслиманске бригаде су у нападу на Илинчицу успеле да заузму прву линију утврђења, али је њихово даље наступање било задржано снажном ватром аутоматских оруђа са Илинчице и артиљеријском ватром са Градине, као и противпешадиским минским пољима.
Пред јутро 17. јануара штаб корпуса наредио је свим јединицама повлачење из града на полазне положаје ради сређивања и припреме за нови напад. Иако први напад није био успешан, ипак је противник био сатеран у ровове, а борци НОВЈ су се нашли на јуришном одстојању, пуни вере у успех напада који је требало поновити 17. јануара у 20 часова. Пре почетка овог напада одржан је састанак са штабовима батаљона. На њему је истакнут значај заузимања Тузле и дата су упутства за извршење постављеног задатка. Указано је и на грешке из напада претходне ноћи, нарочито у погледу слабог садејства унутар батаљона и између батаљона“.
Напад је поновљен истим снагама и истим правцима 17. јануара у 20:00, овај пут уз нешто боље остварено садејство. Шеснаеста муслиманска бригада успела је око 23 часа да заузме Илинчицу, један од кључних положаја одбране. Ипак, услед слабости напада на северном сектору, и због тога што су 15. мајевичка и 18 хрватска бригада задржане борбама на прилазима граду, браниоци су били у стању да концентришу ватру и људство на Илинчици, тако да је Шеснаеста муслиманска бригада пред зору натерана на повлачење.
Известан успех остварила је и Прва војвођанска бригада НОВЈ, уклинивши се у непријатељске ровове.
С обзиром да напад није обећавао успех, јединице су пред јутро поново повучене на полазне положаје. Приликом извлачења ове две бригаде претрпеле су значајне губитке.
Напад је обновљен 18. јануара у 20:00. Штаб корпуса увео је у напад Прву јужноморавску бригаду као појачање на десном крилу јужне нападне колоне, а штаб 16. дивизије извукао је из борбе 1. војвођанску и заменио је Петом војвођанском, која је била у дивизијској резерви.
Јединице 6. источнобосанске бригаде и ове ноћи заузеле су Креку и продрле дубље у град, водећи уличне борбе. Међутим, пошто су изостали успеси осталих снага, и пошто су осовинске снаге чврсто држале кључне положаје Којшино, Градину и Иилинчицу у својим рукама, пред зору је поново уследило извлачење.
У међувремену се испољио напад 1. ловачке пуковније НДХ од Добоја, која је 18. јануара успела да продре у Грачаницу, али су Друга и Трећа војвођанска успеле да је зауставе.
Снаге 3. корпуса обновиле су напад и 19. јануара увече. У овом нападу јужна колана додатно је ојачана Романијским одредом. Његови делови успели су да се током ноћи пробију у град, али су и овај пут браниоци успели да задрже кључне положаје, па је пред зору напад поново обустављен.
Штаб корпуса је, проценивши однос снага, те знатне губитке и велику замореност својих јединица, наредио прекид операције и одвајање нападних јединица од непријатеља. Ово су искористиле немачко-квислиншке снаге, и покренуле су противнапад. Њихово концентрично наступање из Тузле и Грачанице довело је снаге јужне нападне колоне у тежак положај приликом повлачења, будући да је заштита њихових прилазних праваца ослабљена убацивањем Прве јужноморавске и Романијског одреда у непосредан напад на град.

## Резултат операције
Трећи ударни корпус НОВЈ овом операцијом извршио је наређење Врховног штаба о узнемиравању непријатеља ради везивања његових снага. Међутим, у погледу свог тактичког циља, односно заузимања Тузле са околином, операција је представљала неуспех. Јединице корпуса су у овим нападима претрпеле знатне губитке од око 1.000 бораца избачених из строја. Прва војвођанска бригада имала је 62 погинула и 161 рањеног борца.

Није постигнут ни постављени циљ преокретања тенденције осипања подршке и поновног учвршћивања квислиншких снага на овом важном подручју након децембарске офанзиве. 
Процјена »да борбеност непријатеља није на висини, да му је морал слаб и да постоји могућност предавања већих дијелова«, није била реална. Напротив, борбеност и морал били су му на висини, а о предаји ни најманјих дијелова није било ни говора. Утврђења не само да нису била оштећена послије нашег напуштанја Тузле, него су у великој мјери ојачана.
Локалне зеленокадровске и четничке групе поново су заузеле јасан непријатељски став према НОВЈ.
Ипак, ни снаге корпуса нису биле уздрмане ни битно ослабљене. Након неуспелог напада на Тузлу оне су деконцентрисане по целом корпусном подручју, где су наставиле са властитим сређивањем и јачањем, и нападима на мање групације, комуникације и утврђене тачке Немаца и квислинга.
Током наредних месец дана снаге корпуса у борбама током фебруара заузеле Босански Шамац, Вареш, Хан Пијесак, Соколац, Рогатицу, Градачац, Братунац, Сребреницу и друга мања места.
Неуспех операције није довео до битне промене односа снага у источној Босни.
Услед значаја овог подручја штаб Друге оклопне армије био је одлучан да преокрене ситуацију у своју корист, па је, по пристизању 13. СС дивизија као појачања V СС корпусу, средином марта 1944. покренуо нову опсежну офанзивну операцију у двомесечном трајању.

## Узроци неуспеха
Команданти ангажованих дивизија у својим послератним књигама наводе следеће узроке неуспеха:
Немачки обавештајци су декодирали шифре којима је био заштићен радио-саобраћај НОВЈ, па су немачки штабови били унапред упознати о намерама, плановима и припремама снага НОВЈ. Постизање тактичког изненађења било је предвиђено наређењем Штаба Трећег корпуса, али услед овога оно није могло бити постигнуто.
У таквим околностима, након пристизања појачања и концентрисања осовинских снага у одбрани, однос снага постао је неповољан по НОВЈ.
Начелник обавјештајне службе 17. дивизије саопштио је Штабу, ујутро 14. јануара, да је јача њемачка моторизована колона са тенковима и артиљеријом, пред мрак и у току ноћи 13. јануара, стигла у Тузлу са правца Зворника. Вијест је одмах саопштена Штабу 3. корпуса, с напоменом - пошто је већ била издата заповијест Корпуса за напад - да би можда боље било извести демонстративан а не одлучан напад. Командант корпуса се није сложио.
Сви аутори наводе недовољно садејство између јединица у нападу као битан разлог неуспеха. Такође, командант 16. војвођанске дивизије наводи да Четврта војвођанска ударна бригада није извршила добијени задатак затварања правца Зворник-Тузла, тако да су за све време напада немачке снаге успевали да држе отвореним овај правац. Због тога је након операције Штаб Четврте војвођанаске бригаде позван на одговорност.